# Carlo Maderno
Carlo Maderno (Capolago, 1556 – Roma, 30 gennaio 1629) è stato un architetto italiano originario dell'odierno Canton Ticino.
Formatosi a Roma al fianco dello zio Domenico Fontana, il nome di Maderno è oggi indissolubilmente legato alla facciata della chiesa di Santa Susanna alle Terme di Diocleziano e, soprattutto, alla realizzazione della facciata e della navata longitudinale della basilica di San Pietro.

## Biografia

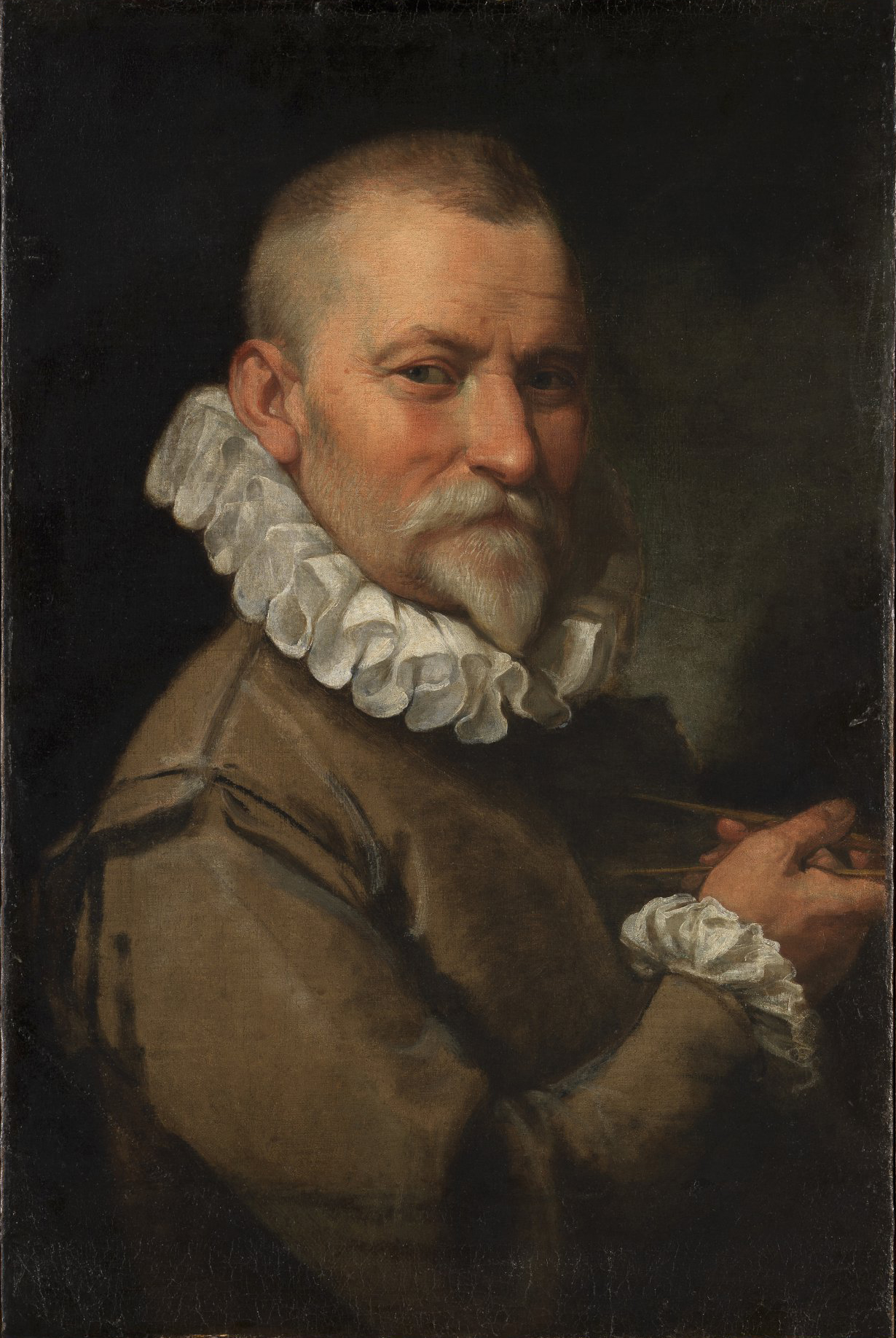
Ritratto di Domenico Fontana, zio di Carlo Maderno, realizzato da Federico Zuccari

### Gli esordi romani

#### Formazione
Carlo Maderno nacque intorno al 1556 da Paolo e Caterina Fontana, sorella di Domenico Fontana; era il maggiore dei quattro fratelli Pompeo, Alessandro, Girolamo, Santino e della sorella Marta. Non esistono documenti né sull'anno (i critici tuttavia concordano nel collocarlo nel 1556 circa, data indicata anche da Pascoli e Baglione) né sul luogo di nascita, che si presuppone essere Capolago (nei pressi di Bissone, nel Canton Ticino) essendo il luogo che lo stesso Maderno, nei diversi atti notarili, dichiarava essere la propria città natale.
Le scarse possibilità di carriera offerte da Capolago spinsero i genitori ad affidare Carlo, ancora fanciullo, alle cure dello zio materno Domenico Fontana, considerato in quel periodo il più prestigioso architetto del mondo occidentale. Non sappiamo con esattezza quando si trasferì a Roma, dove viveva il Fontana: alcuni documenti ne attestano la presenza sin dagli anni del pontificato di papa Gregorio XIII (1572-1585), come assistente del cantiere di San Luigi dei Francesi, diretto per l'appunto dallo zio Domenico. Stando costantemente al fianco del Fontana nei diversi cantieri, il Maderno apprese rapidamente i rudimenti dell'architettura: egli, infatti, aveva sostanzialmente seguito l'iter proprio delle maestranze ticinesi - i Fontana, i Garvo, i Novi, i Castello, i Longhi, i Mola - che, giunti nell'Urbe, investivano i propri capitali per organizzare il proprio lavoro istituendo compagnie o società, favorendo in questo modo la scalata da umili «garzoni» al prestigioso ruolo di «capomaestri».

#### I primi lavori romani

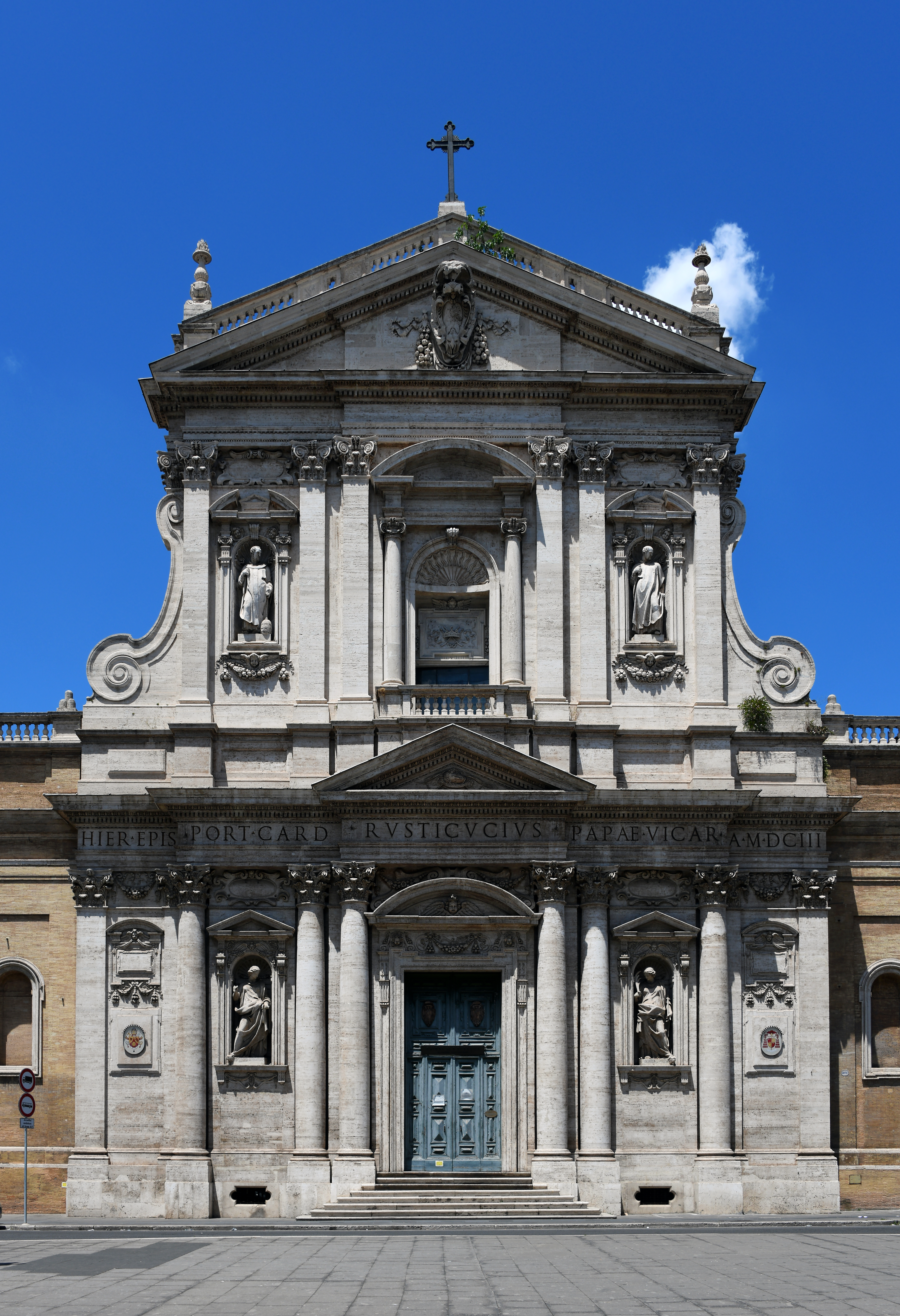
Facciata di Santa Susanna, a Roma

Anche Maderno seguì questo meccanismo produttivo-economico, associandosi con Filippo Breccioli in una compagnia impegnata nel trasporto e nel commercio di materiali da costruzione; lavorò tuttavia anche al fianco di Giovanni Fontana, del fratello Pompeo, di Marsilio Fontana, dello zio Domenico e di Girolamo Garvo, imponendosi prepotentemente nella scena imprenditoriale romana.
Dopo l'ascesa al soglio pontificio di Sisto V, Maderno aveva ormai raggiunto una fama così solida da ottenere la cittadinanza romana, insieme ai fratelli che nel frattempo lo avevano raggiunto nell'Urbe. Nell'ambito dei cantieri seguiti dall'impresa Fontana, inoltre, al Maderno vennero affidati interventi di natura prettamente tecnica, quali il trasferimento delle statue dei Dioscuri sulla piazza del Quirinale e l'innalzamento degli obelischi sistini a Santa Maria Maggiore (1588), al Laterano (1587-88), in piazza del Popolo (1587-89) e al Vaticano. 
Si occupò in questi anni anche di opere di ingegneria idraulica, sia in veste esecutiva (realizzò insieme a Giovanni Fontana l'acquedotto di Loreto) che di consulto, fornendo consigli e pareri circa la regolamentazione del fiume Velino (portando a compimento i lavori iniziati da A. Sangallo il giovane) e la prevenzione delle piene del Tevere. Nel 1592-93 prese la direzione di alcuni lavori di Francesco da Volterra, a causa della morte di questi: la ricostruzione del Ospedale di San Giacomo degli Incurabili con l'annessa chiesa, e il Collegio Salviati, entrambi commissionati dal cardinal Anton Maria Salviati.
A questo stesso periodo risale pure la risistemazione della Cappella Foscari nella Basilica di Santa Maria del Popolo, a seguito dell'acquisto da parte del monsignor Tiberio Cerasi della futura Cappella Cerasi.
In seguito al definitivo trasferimento a Napoli di Fontana, caduto in disgrazia dopo la morte di Sisto V, Maderno rilevò l'impresa di famiglia, consolidando ulteriormente la propria fama. Al 1603 risale la sua prima opera d'architettura, la facciata della chiesa di Santa Susanna, da molti considerata come il primo esempio pienamente compiuto di architettura barocca. Questa facciata, il cui asse centrale è sottolineato mediante l'uso graduale di pilastri, semicolonne e colonne verso la parte mediana del prospetto, destò l'attenzione di Asdrubale Mattei, marchese di Giove e marchese di rocca Sinibalda, che gli commissionò la realizzazione del proprio palazzo (l'unica opera interamente compiuta dal Maderno) in un lotto all'angolo tra le attuali vie dei Funari e Caetani. Nel 1602 subentrò agli incarichi di Giacomo Della Porta, morto proprio in quell'anno, ed entrò al servizio di Clemente VIII; per la famiglia degli Aldobrandini, alla quale apparteneva il pontefice, portò a compimento la villa Belvedere a Frascati, ampliò il palazzo poi Doria-Pamphili su via del Corso e progettò sempre a Roma la cappella di famiglia in Santa Maria sopra Minerva.

Progetto di Michelangelo per la basilica di San Pietro

### La maturità artistica

#### La fabbrica di San Pietro
Maderno e Giovanni Fontana subentrarono agli incarichi di Giacomo della Porta anche assumendo nel luglio 1603 la soprintendenza della Fabbrica di San Pietro. La basilica petriana, infatti, versava in uno stato assai eterogeneo: se gran parte dei progetti di Michelangelo vennero attesi, con la costruzione della cupola e di un corpo a pianta centrale, una parte considerevole della navata originale continuava a rimanere in piedi, tra l'altro in precarie condizioni di conservazione. Pertanto, la fabbrica antica venne smantellata, e si decise di mutare il prestigioso complesso michelangiolesco. Venne quindi bandito un concorso al quale vennero invitati architetti di fama: Flaminio Ponzio, Giovanni Fontana, il Maderno, Girolamo Rainaldi, Niccolò Branconio, Ottavio Turriani, Domenico Fontana, Giovanni Antonio Dosio e Lodovico Maderno. Il vincitore fu proprio il Maderno, che si ritrovò responsabile di «uno dei compiti più importanti, ma anche più ingrati, dell'edilizia romana del Seicento» in quanto «tutti si sentivano autorizzati a mettere a confronto il suo lavoro col progetto di Michelangelo; e se i critici benevoli gli riconoscevano il merito di essere riuscito, nelle circostanze date, a salvare quanto più possibile del progetto del "divino", quelli mal disposti gli rimproveravano il fatto stesso di essersi impegnato in una gara così impari».

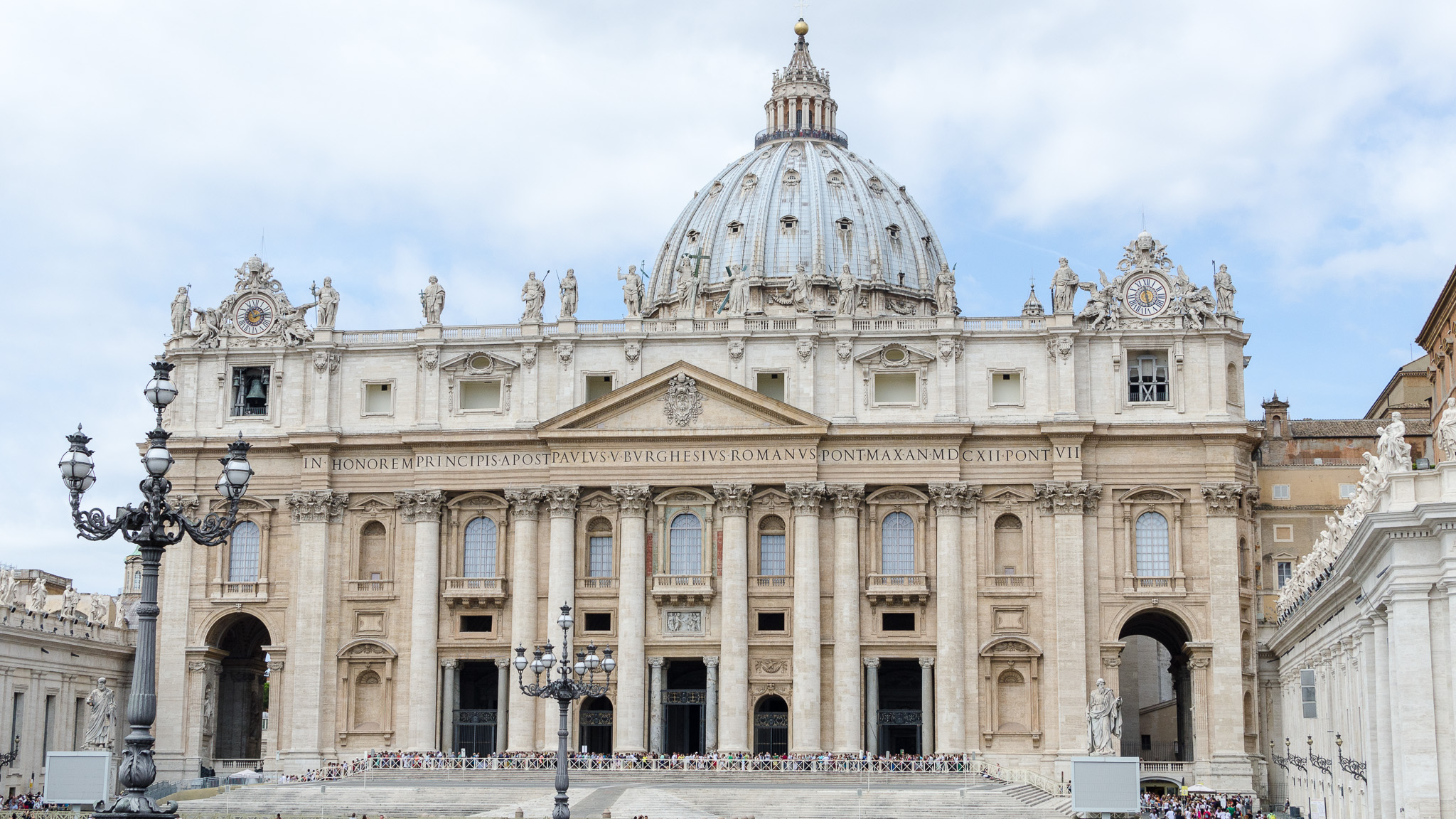
Facciata della basilica di San Pietro

Maderno, nel suo progetto di San Pietro, fu costretto a rispondere principalmente a esigenze funzionali, pastorali e teologiche. L'architetto, infatti, dovette costruire un portico, una sacrestia e una loggia per le benedizioni (non previsti dall'iniziale progetto di Michelangelo), ed evitare di lasciare inutilizzato lo spazio precedentemente coperto dall'antico tempio paleocristiano, non dimenticando tra l'altro di fornire sufficiente spazio per le attività liturgiche. Maderno, inoltre, decise di completare la basilica vaticana prolungando il braccio est dell'impianto michelangiolesco, con un corpo longitudinale «a tunnel processionale», e di realizzare, a partire dal 1608, l'imponente facciata. Questo intervento rappresenta una delle opere più discusse e criticate della storia dell'architettura: infatti, l'estensione della basilica, riconducibile ad una croce latina, impedisce la visione ravvicinata della grande cupola, mentre la facciata, priva dei campanili previsti nel progetto di Maderno e non realizzati per problemi strutturali, colpisce per l'eccessiva larghezza.

#### Ultimi anni
In seguito agli interventi a San Pietro, ai quali il nome del Maderno è indissolubilmente legato, l'architetto completò il coro e la cupola di San Giovanni dei Fiorentini (terminando un lavoro già iniziato da Della Porta) e iniziò la chiesa di Santa Maria della Vittoria. Fu particolarmente attivo nel cantiere di Sant'Andrea della Valle, dove lavorò per i venti anni successivi, sino alla morte; qui completò la navata e costruì il transetto e coro, aiutato dalla fattiva collaborazione del nipote Francesco Borromini, che prestava servizio come intagliatore di pietre.

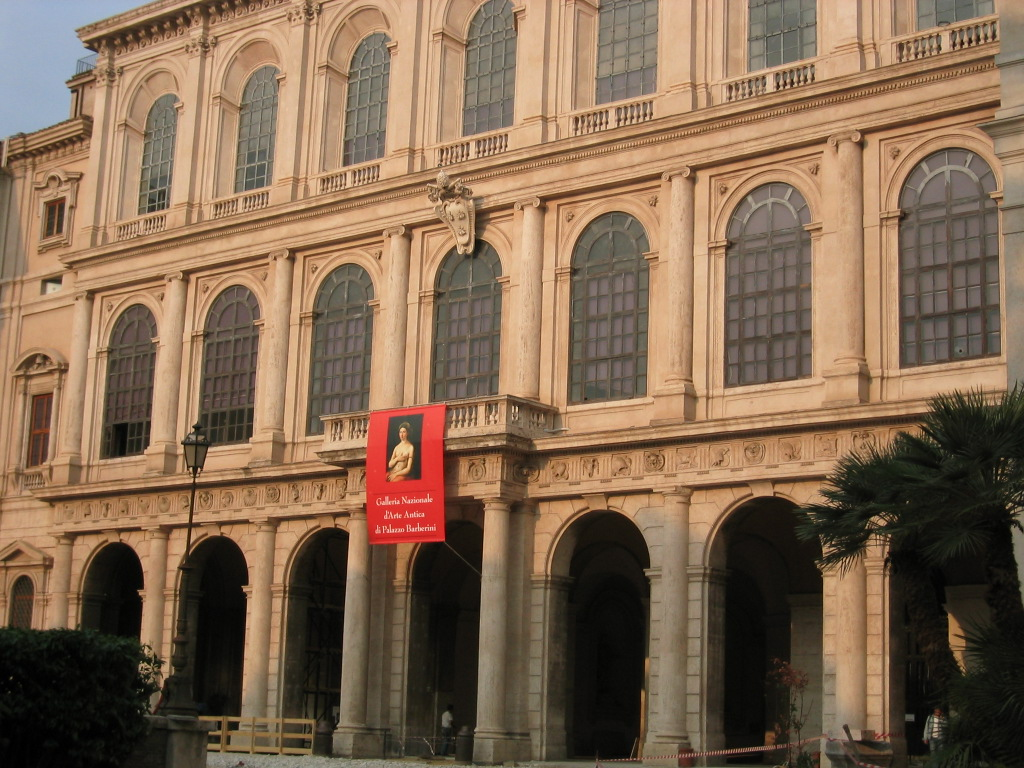
Palazzo Barberini, facciata

Maderno fu impegnato al fianco del giovane Borromini anche in diversi altri cantieri, fra i quali si segnalano il restauro di Santa Maria della Rotonda, la progettazione della Chiesa di Sant'Ignazio di Loyola in Campo Marzio e l'edificazione di palazzo Barberini, alla quale partecipò anche Gian Lorenzo Bernini. La direzione di quest'ultima fabbrica fu affidata al Maderno proprio in ragione della sua esperienza: qui l'ormai anziano architetto eseguì la facciata est, i primi due livelli della loggia, l'assetto e le decorazioni dell'ala settentrionale e, complessivamente, le linee generali del progetto.

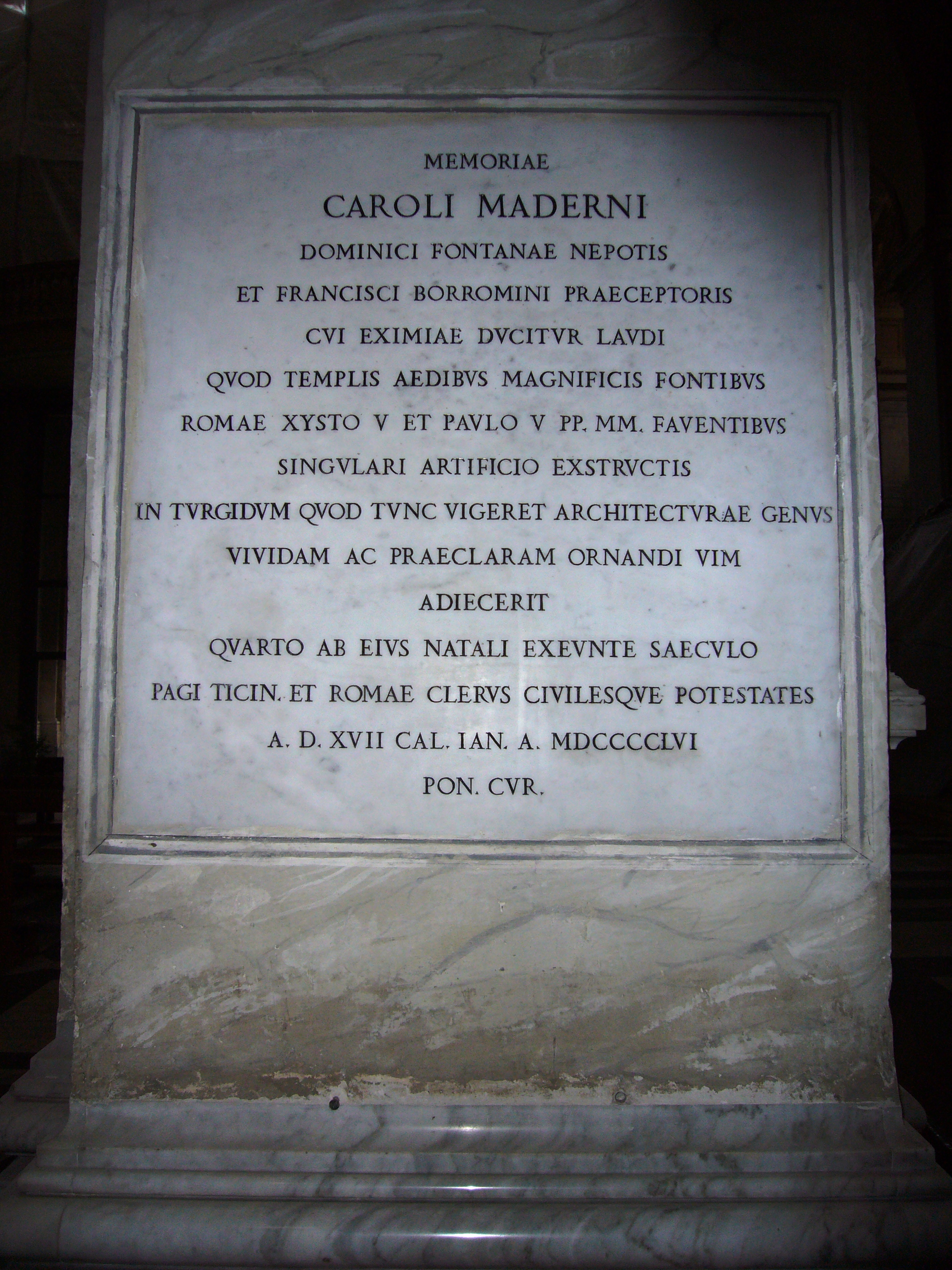
Lapide di Maderno in San Giovanni dei Fiorentini

Carlo Maderno, infine, morì a Roma il 31 gennaio 1629, all'età di 73 anni; la sua salma venne tumulata nella chiesa di San Giovanni dei Fiorentini.

## Opere
| Immagine | Titolo                                           | Data        | Tipo         | Paese              | Città              | Luogo di conservazione             | Attribuzione e note                                                                              |
| -------- | ------------------------------------------------ | ----------- | ------------ | ------------------ | ------------------ | ---------------------------------- | ------------------------------------------------------------------------------------------------ |
|          | Ospedale di San Giacomo degli Incurabili         | 1579-1592   | Architettura | Italia             | Roma               | Via Canova                         | Attribuzione certa. Interventi vari su progetto di Francesco Capriani. Diresse i lavori dal 1598 |
|          | Chiesa di San Giacomo in Augusta                 | 1592-1602   | Architettura | Italia             | Roma               | Via del Corso                      | Attribuzione certa. Interventi vari su progetto di Francesco Capriani. Diresse i lavori dal 1598 |
|          | Palazzo Mattei di Giove                          | 1598-1618   | Architettura | Italia             | Roma               | Via Michelangelo Caetani           | Attribuzione certa                                                                               |
|          | Villa Aldobrandini                               | 1598-1621   | Architettura | Italia             | Frascati           |                                    | Attribuzione certa. Diresse i lavori dal 1602 con Giovanni Fontana                               |
|          | Cappella Cerasi                                  | 1600        | Architettura | Italia             | Roma               | Basilica di Santa Maria del Popolo | Attribuzione certa. Ampliamento e interventi vari                                                |
|          | Palazzo Doria-Pamphili                           | XVII secolo | Architettura | Italia             | Roma               | Via del Corso                      | Attribuzione certa. Ampliamento e interventi vari                                                |
|          | Basilica di Santa Maria sopra Minerva            | XVII secolo | Architettura | Italia             | Roma               | Via della Minerva                  | Attribuzione certa. Interni e interventi vari                                                    |
|          | Chiesa di Santa Susanna                          | 1603        | Architettura | Italia             | Roma               | Via XX Settembre                   | Attribuzione certa. Facciata                                                                     |
|          | Basilica di San Pietro in Vaticano               | 1603-1629   | Architettura | Città del Vaticano | Città del Vaticano | Piazza San Pietro                  | Attribuzione certa. Facciata e completamento del corpo longitudinale                             |
|          | Basilica di Sant'Andrea della Valle              | 1608-1650   | Architettura | Italia             | Roma               | Corso Vittorio Emanuele II         | Attribuzione certa. Interventi vari. Fino al 1629                                                |
|          | Chiesa di Santa Maria della Vittoria             | 1608-1620   | Architettura | Italia             | Roma               | Via XX Settembre                   | Attribuzione certa                                                                               |
|          | Palazzo Barberini                                | 1625-1633   | Architettura | Italia             | Roma               | Via delle Quattro Fontane          | Attribuzione certa. Fino al 1629                                                                 |
|          | Chiesa di Sant'Ignazio di Loyola in Campo Marzio | 1626        | Architettura | Italia             | Roma               | Via della Caravita                 | Attribuzione certa. Interventi vari                                                              |
|          | Basilica di San Giovanni Battista dei Fiorentini | 1629        | Architettura | Italia             | Roma               | Piazza dell'Oro                    | Attribuzione certa. Interventi vari                                                              |